# Umzinyathi
Umzinyathi – dystrykt w Republice Południowej Afryki, w prowincji KwaZulu-Natal. Siedzibą administracyjną dystryktu jest Dundee.
Dystrykt dzieli się na gminy:
- Endumeni
- Nquthu
- Msinga
- Umvoti